# Staroje Ilmowo (rejon drożżanowski)
Staroje Ilmowo (ros. Старое Ильмово) – wieś (sieło) w Rosji, w Tatarstanie, w rejonie drożżanowskim. W 2010 liczyła 408 mieszkańców.